# Alban Chambon

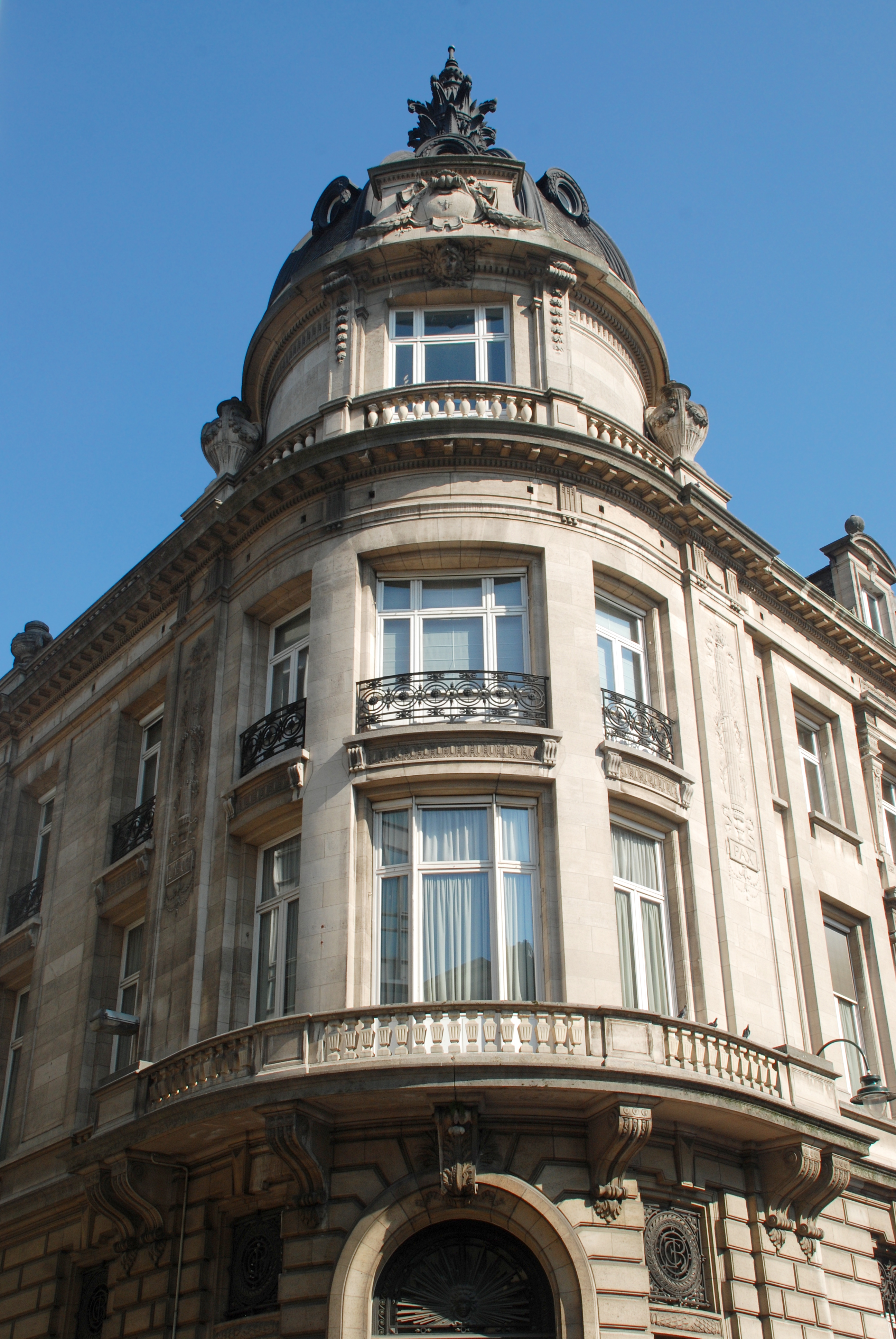
Siège de la Caisse Générale d'Épargne et de Retraite.

Alban Chambon, né à Varzy en France le 13 juin 1847 et mort à Bruxelles en Belgique en février 1928, est un architecte français. Il a entre autres réalisé le socle original de La Porteuse d'eau et une aile importante du siège de la Caisse Générale d'Épargne et de Retraite à Bruxelles.

## Biographie
Sa famille est d'origine italienne, mais installée en Bourgogne. Son père est facteur des postes. Ses parents s'installent à Paris où il peut développer son talent artistique en recevant dès ses quinze ans une formation sur le tas auprès de firmes d'ornemanistes tout en suivant le soir des cours de dessin et en apprenant l'art du trait.
Il est à Bruxelles dès 1868, attiré sans doute par son compatriote Georges Houtstont qui y avait ouvert un florissant atelier de décoration et de sculpture ornementale.  Il ouvrira lui-même son propre atelier polymorphe de décoration, sculpture, plafonnage, carton-pierre. Il combinera cette activité de décorateur jusqu'à accomplir également des travaux d'architecte.
Alban Chambon se marie à Bruxelles le 13 août 1870 avec Palmyre Corteyn, en présence des artistes Georges Houtstont et Henri De Nobele. Leurs trois fils deviendront eux-mêmes architectes et designers: Fernand Chambon (1876), Gaston et Alfred Chambon (1884-1973).
Il fut initié dans la Franc-maçonnerie le 17 septembre 1873.

## Réalisations principales
- 1885 : Théâtre de la Bourse, rue Orts 1 à Bruxelles (détruit par un incendie en 1890)[5],[6]
- 1893 : décoration de l'Hôtel Métropole, place de Brouckère à Bruxelles[7]
- 1901 : Maison Les Chats, avenue Dailly, 48 à Schaerbeek[8]
- 1902 : Maison-atelier de Géo Bernier, rue de la Réforme, 4 à Ixelles[9]
- 1898-1906 : Agrandissement et transformation du kursaal d'Ostende
- 1904 : Les façades côté jardin ainsi que le kursaal du casino de Spa[10]
- 1905 : Ponts Paul de Smet de Naeyer à Ostende
- 1905 : Théâtre d'Ostende, avenue Jean Van Iseghem à Ostende
- 1910-1918 : extension du Siège de la Caisse Générale d'Épargne et de Retraite
  - L'extension d'Alban Chambon se situe au numéro 46 de la rue du Fossé aux Loups, à l'angle de la rue d'Argent, alors que le bâtiment originel de Henri Beyaert occupe le numéro 46B
  - Cette extension ne doit pas être confondue avec le bâtiment « Chambon » construit au numéro 48 par son fils Alfred Chambon de 1947 à 1953 en style monumental